# Будинок Петрушевича (Чортків)
Будинок Петрушевича — житловий будинок в місті Чорткові на Тернопільщині, де проживав Євген Петрушевич.
Розташований на вулиці Тараса Шевченка.
Оголошений пам'яткою архітектури місцевого значення, охоронний номер 69.

## Відомості
В липні 1919 року в Чорткові під час боїв з польською армією в цьому будинку розміщувалася не лише канцелярія Президента ЗУНР Євгена Петрушевича, а й він сам проживав у ньому.
Також містилася канцелярія на другому поверсі будинку. У решті приміщення був військовий госпіталь для січових стрільців, пізніше воїнів УГА. Після війни до сьогодення це житловий будинок.